# BC Kolín
O Basketball Club Kolín S.R.O. (em português:  Basquetebol Clube Kolín), conhecido também como BC Geosan Kolín por razões de patrocinadores, é um clube de basquetebol baseado em Kolín, República Checa que atualmente disputa a Liga Regional da Boêmia Central, visto que seu requerimento de licença para ingressar na NBL, principal competição do país, foi negado e mesmo após litígio judicial a situação não havia sido resolvida. Manda seus jogos no Hala SOU Spojů com capacidade para 600 espectadores.

## Histórico de Temporadas
| Temporada | Nível | Liga | Pos. | J     | PL  | Resultado         | Copa Checa | Competições internacionais |
| --------- | ----- | ---- | ---- | ----- | --- | ----------------- | ---------- | -------------------------- |
| 2010-11   | 1     | NBL  | 2    | 15-15 |     |                   |            | -                          |
| 2011-12   | 1     | NBL  | 5    | 22-24 | 4-5 | Semifinalista     |            | -                          |
| 2012-13   | 1     | NBL  | 6    | 18-16 | 1-3 | Quartas de finais |            | -                          |
| 2013-14   | 1     | NBL  | 7    | 20-22 | 0-3 | Quartas de finais |            | -                          |
| 2014-15   | 1     | NBL  | 10   | 15-27 |     |                   |            | -                          |
| 2015-16   | 1     | NBL  | 6    | 21-20 | 1-3 | Quartas de finais |            | -                          |
| 2016-17   | 1     | NBL  | 6    | 14-18 | 1-4 | Quartas de finais |            |                            |
| 2017-18   | 1     | NBL  | 8    | 18-16 | 0-4 | Quartas de finais |            |                            |
| 2018-19   | 1     | NBL  | 10   | 14-20 |     |                   |            |                            |
| 2019-20   | 1     | NBL  | 12   | 5-22  |     |                   |            |                            |
| 2020-21   | 1     | NBL  | 3    | 20-12 | 7-3 | Terceiro colocado |            |                            |
| 2021-22   | 1     | NBL  | 4º   | 19-17 | 1-4 | Quartas de finais |            |                            |
| 2022-23   | 1     | NBL  | 8º   | 16-20 |     |                   |            |                            |
| 2023-24   | 1     | NBL  | 8º   | 13-23 |     |                   |            |                            |

fonte:eurobasket.com